# Txerkessogai
Txerkessogai (rus: Черкесогаи) o armenis circassians (armeni: չերքեզահայեր cherk'ezahayer; rus: черкесские армяне; Kabardí/Adigué: Адыгэ-ермэлы) referits a vegades com ermeli(Kabardí/Adigué: ермэлы), armenis de la muntanya (rus: горские армяне), armenis de Kuban (rus: закубанские армяне) són armenis ètnics que viuen al krai de Krasnodar de Rússia i a l'Adiguèsia des del segle XV i que parlaven l'adigué (actualment la majoria parla rus com a primera llengua), a part d'altres armenis vivint a la regió. Viuen majoritàriament a les ciutats d'Armavir i Maykop. El total d'armenis txerkessogai és d'uns 50.000 (d'acord amb una estimació de l'any 2000). D'acord amb el cens rus de 2002230 armenis parlen l'adigué i 222 parlan el kabardí com a llengua nativa.

## Història
Des de l'edat mitjana inicial la forma característica d'assentament del grup ètnic armeni és la diàspora armènia. Al llarg del temps, el Caucas del Nord i la Transcaucàsia esdevenen un centre important i a vegades compacte per a l'assentament armeni. Sempre hi ha hagut un ímpetu per a l'emigració dels armenis dels seus territoris històrics. Es creu que la major part dels armenis van emigrar al territori al segle XV provinents de Crimea, que va passar a estar sota la dominació turca Kanat de Crimea, amb el deteriorament de les condicions de vida dels cristians. D'acord amb algunes fonts, l'any 1475, quan l'Imperi Otomà finalment va prendre control del Principat de Theodoro i van començar a exterminar la població civil, els armenis van començar a traslladar-se activament a Ucraïna, Moldàvia i la Confederació de Polònia i Lituània. Alguns armenis van trobar refugi entre els circassians i els abkhazos. Els colons armenis, després de viure per més de 300 anys a les muntanyes, van agafar la llengua, els costums i particularment l'estil de vida dels circassians entre els que es van assentar, però van retindre la seva identitat ètnica i la seva religió cristiana de l'Església Apostòlica Armènia, propera a l'Església Ortodoxa Russa. Com a resultat de la interpenetració de les dues cultures es va formar el grup ètnic completament nou dels txerkessogai.